# Tucuruí
Tucuruí là một đô thị thuộc bang Pará, Brasil. Đô thị này có diện tích 2086,17 km², dân số năm 2007 là 89464 người, mật độ 42,88 người/km².